# 高尔博尔茨
高尔博尔茨，是匈牙利索博尔奇-索特马尔-贝拉格州所辖的一个村。总面积7.26平方公里，总人口149，人口密度20.5人/平方公里（2011年1月1日）。